# SB Creative
 (mai 2025).
Si vous disposez d'ouvrages ou d'articles de référence ou si vous connaissez des sites web de qualité traitant du thème abordé ici, merci de compléter l'article en donnant les références utiles à sa vérifiabilité et en les liant à la section « Notes et références ».
SB Creative Corp. (SBクリエイティブ株式会社, Esubī Kurieitibu Kabushiki gaisha) est une maison d'édition et une filiale de SoftBank. Elle est fondée en 1999 et son siège social est situé à Tokyo au Japon.